# Vicente García Oliva
Vicente García Oliva (3 de julio de 1944, Gijón) es un escritor asturiano y miembro de la Academia de la Lengua Asturiana y director de la colección Literatura Juvenil de la misma academia. Pertenece también a la Sociedad General de Autores y Editores. Su gran capacidad de creación le ha permitido publicar numerosas obras destinadas a diversos y variados lectores y diversificarse en diferentes registros: Literatura, Ensayo e incluso Guion.

## Biografía
Nació en Gijón (España) el 3 de julio de 1944. Tiene el título de Profesor Mercantil y realizó estudios de CC. Económicas en la Facultad de Bilbao. Gran conocedor de la lengua y la cultura de su región natal, Asturias, es director de la colección Literatura Xuvenil de la propia Academia. Tiene una veintena de libros publicados en esa lengua y algunas otras en castellano: “El barco de los locos”, “Las aventuras de Inés Saldaña" y "El cielo de los dinosaurios", publicadas por la editorial Pearson/Alhambra. Con la segunda de ellas resultó ganador del prestigioso premio de la CCEI (Comité Católico Español para la Infancia), del año 2007, a la novela que mejor defiende los valores humanos. En 1975 fue uno de los fundadores de Conceyu Bable en Gijón, y pertenece a la generación literaria del Surdimientu.

## Premios
Entre otros se pueden destacar: En relato, el Fernández Lema, el de la Fundación Juan Muñiz Zapico, Ayuntamiento de Carreño, etc. En Literatura Infantil y Juvenil, el Montesín, el María Xosefa Canellada y en el 2007 recibió el premio CCEI de Literatura Infantil y Juvenil por Las aventuras de Ines Saldaña. En Ensayo, el Máximo Fuertes Acevedo. Y otros como el Premio de la Crítica de Asturias, el Pilar Miró de guion o el Premio Timón por el conjunto de su obra.
En 2022, la organización de AsturCon, Convención de Fantasía Asturiana crea el Premio Fontenebrosa a mejor novela asturiana, nombrado así en honor a la obra más conocida de García Oliva. El Premio Cero fue entregado honoríficamente al autor.

## Obras

### Infantil y juvenil
- Les aventures de Xicu y Ventolín, Gijón. ALLA, 1982
- La bruxa Pumarina y el Dragón Maragatu, Gijón, ALLA, 1983 y 2004
- Xicu y Ventolín en vacaciones, Gijón, ALLA, 1984
- Fontenebrosa: El reinu de los Silentes, Gijón, Comuña Lliteraria 1984 y Ed.Trabe 1992
- Delfina la ballena cantarina, Gijón ALLA, 1986
- Memoria de los Cimeros, Uviéu. Asturias, 1986 (Hay edición en castellano)
- Diariu d’Enol, Gijón, ALLA, 1988
- El mercaderu de tormentestupido, Oviedo, ALLA, 1993
- Muerra la Reina de Corazones, Mieres, Ed. Grupo Norte, 1996
- Eso… de la Mitoloxía Asturiana, Mieres, Ed. Grupo Norte, 1998 (hay edición en castellano)
- Los camientos de Deva y Xulián, Mieres, Ed. Grupo Norte, 1998
- El barco de los locos, Madrid, Pearson/Alhambra, 2004 (en castellano)
- La fada que nun quixo ser fada, Oviedo Ed. Trabe, 2005
- ¡Alabín, bon, ban…! Oviedo, ALLA, 2006
- Las aventuras de Inés Saldaña. Madrid, Pearson/Alhambra, 2006 (en castellano)
- Elemental, querida Lisa, Uviéu, Ed. Trabe 2007 (Hay edición en castellano)
- Garulla. Antoloxía del ritmu. Oviedo, Ed. Trabe, 2007
- El Club Social d’Altos Vuelos. Oviedo, Ed. Trabe, 2007
- La hija de la leona. Ed.Hilman, 2010 (en castellano)
- Fontenebrosa II. La rebelión de los hoosaurios. Oviedo, Ed. Trabe, 2010
- Deva y yo. Ed. Pintar-Pintar. Oviedo, 2011
- El cielo de los dinosaurios. Ed. Pearson/Alhambra. Madrid, 2011(En castellano)
- ¡Campeón! Bogotá, Colombia. Ed. Libros & Libros, S.A. 2013 (En castellán)
- Cuadernu robáu. (Diariu de Concha). Oviedo. Ed. Trabe, 2016
- El marineru que perdió’l Norte. Oviedo. Ed. Pintar-Pintar, 2016
- Fonntenebrosa III. El final. Oviedo. Ed. Trabe, 2016

### Adultos
- L’aire de les castañes. Avilés, Ed. Azucel, 1989 (novela)
- El norte. Gijón, Llibros del pexe, 1991 (relatos)
- Aventura humana y lliteraria al rodiu de don Enrique García Rendueles. Uviéu, Conseyería de Cultura, 1992 (ensayo)
- A simple vista. Madrid, SGAE, 2001 (guion)
- Constelaciones. Gijón, Atenéu Obreru, 2002 (relatos)
- El ríu soterrañu. Oviedo, Ed. Ámbitu, 2003 (ensayo)
- El síndrome de Scherezade. Oviedo. Ed. Trabe, 2011 (ensayo)
- El Norte. Cuentos 1976-2010. Oviedo. Ed. Trabe, 2011 (relatos)
- La vida de siempre. Oviedo. Ed. Trabe, 2015 (novela)

## Campeón
- Blog de Vicente García Oliva
- Entrevista en El Comercio Digital